# Funicular de Igueldo

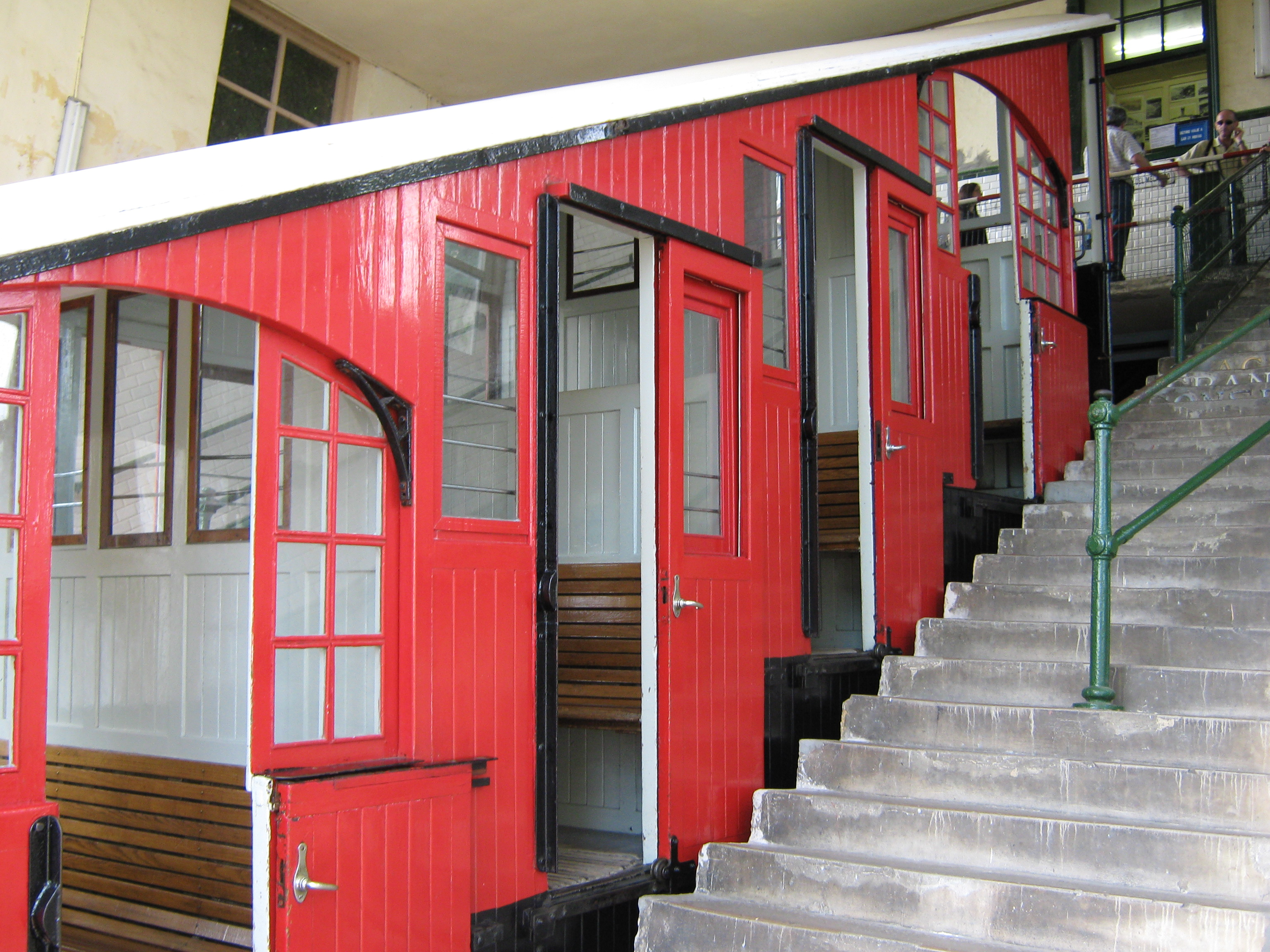

O funicular de Igueldo localiza-se em San Sebastián, Espanha.

## História
O funicular foi inaugurado em 25 de Agosto de 1912, sendo o mais antigo do País Basco.
O responsável pela sua construção foi o engenheiro Emilio Huici, em conjunto com a empresa suíça Von Roll.
A inauguração coincidiu com a abertura do Parque de Diversões no alto do monte Igeldo, permitindo ver umas impressionantes vistas panorâmicas da Praia da Concha.
A estação está situada na praça do funicular, perto da obra de Chillida "El peine del viento".

### Dados técnicos
- Distância: 320 metros
- Desnível: 200 metros
- Inclinação máxima: 58%
- Capacidade: 70 pessoas por veículo
- Duração da viagem: 3 minutos
- Velocidade: 1.5 metros por segundo
- Horários: Cada 15 minutos